# Dziura w Czerwonym Groniku

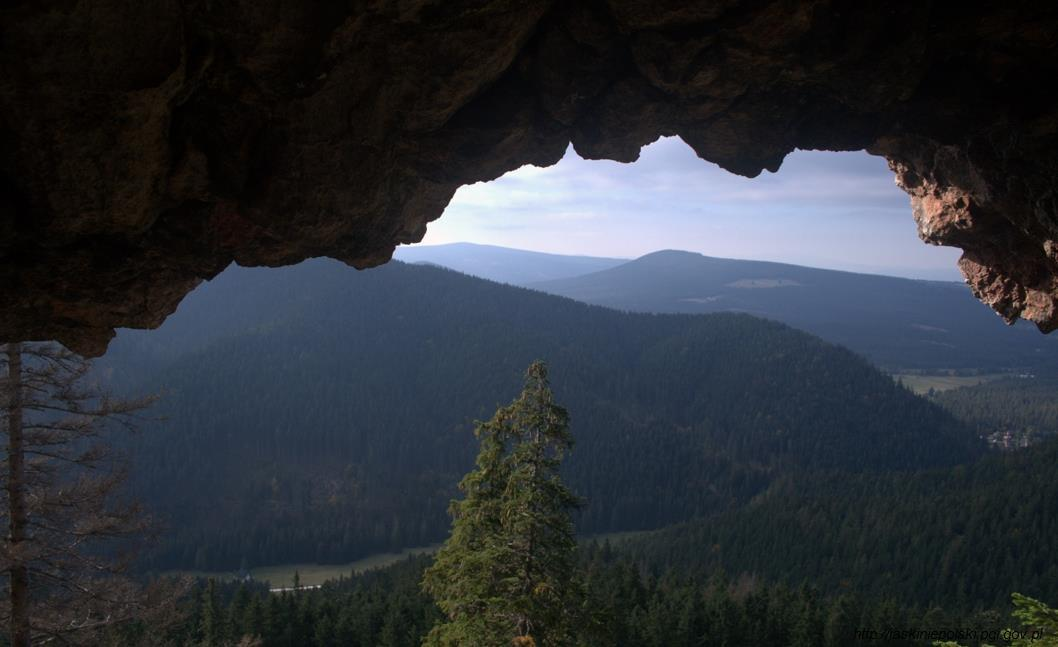
Widok z otworu jaskini

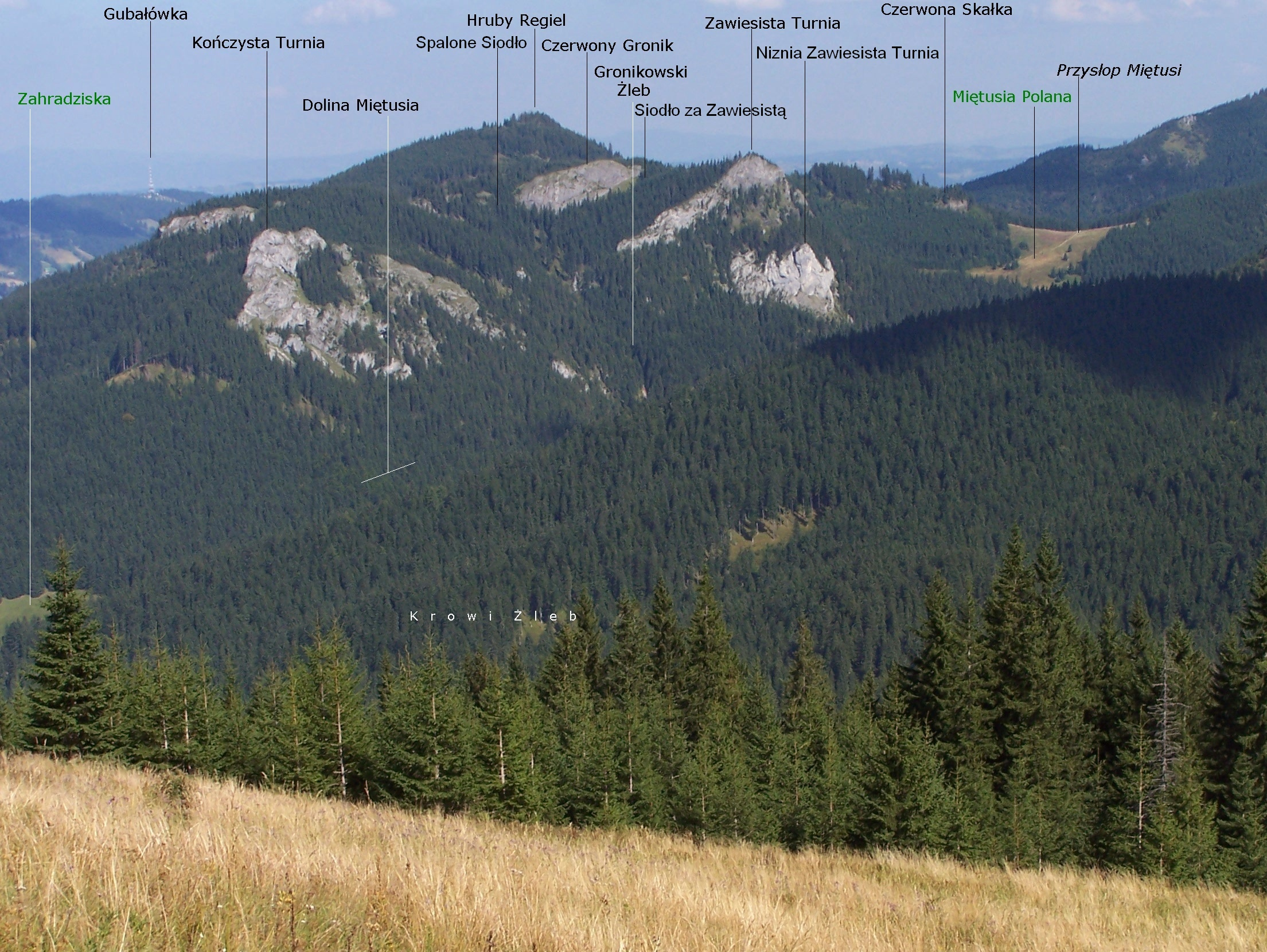
Na wprost Czerwony Gronik

Dziura w Czerwonym Groniku – jaskinia, a właściwie schronisko, w Dolinie Kościeliskiej w Tatrach Zachodnich. Wejście do niej znajduje się w zachodniej ścianie Czerwonego Gronika na wysokości 1228 metrów n.p.m. Długość jaskini wynosi 7 metrów, a jej deniwelacja 3 metry.

## Opis jaskini
Jaskinię stanowi obszerna sala zaczynająca się zaraz za bardzo dużym otworem wejściowym (6 metrów szerokości). Odchodzą z niej dwa krótkie i ciasne korytarzyki.

## Przyroda
W jaskini brak jest nacieków. Ściany są wilgotne, rosną na nich glony i porosty.

## Historia odkryć
Jaskinia była znana od dawna. Jej pierwszy plan i opis sporządził P. Gruszka przy pomocy Z. Tabaczyńskiego w 1999 roku.